# Лунцзин
Лунцзи́н (кит. упр. 龙井, пиньинь Lóngjǐng, кор. 룡정) — городской уезд Яньбянь-Корейского автономного округа провинции Гирин (КНР).

## История
В 1902 году эти места были подчинены Яньцзискому комиссариату (延吉厅). В 1909 году Яньцзиский комиссариат был поднят в статусе до Яньцзиской управы (延吉府).
После Синьхайской революции в стране было введено новое административное деление, и в 1912 году Яньцзиская управа была преобразована в уезд Яньцзи (延吉县).
В 1931 году Маньчжурия была оккупирована Японией, создавшей в 1932 году марионеточное государство Маньчжоу-го. В 1934 году территория Маньчжоу-го была разделена на 12 провинций, и уезд Яньцзи вошёл в состав провинции Цзяньдао. В 1943 году провинция Цзяньдао была объединена с провинциями Муданьцзян и Дунъань в Объединённую Восточно-Маньчжурскую провинцию.
По окончании Второй мировой войны правительство Китайской республики осуществило административно-территориальный передел Северо-Востока, и уезд Яньцзи вошёл в состав провинции Гирин. В 1952 году был создан Яньбянь-Корейский автономный район (с 1955 года — Яньбянь-Корейский автономный округ), и уезд Яньцзи вошёл в его состав. В 1953 году из уезда Яньцзи в отдельную административную единицу был выделен городской уезд Яньцзи. В 1983 году уезд Яньцзи был переименован в уезд Лунцзин.
В 1988 году уезд Лунцзин был повышен в статусе до городского уезда.

## Административное деление
Городской уезд Лунцзин делится на 2 уличных комитета, 5 посёлков и 2 волости.